# Würzessig

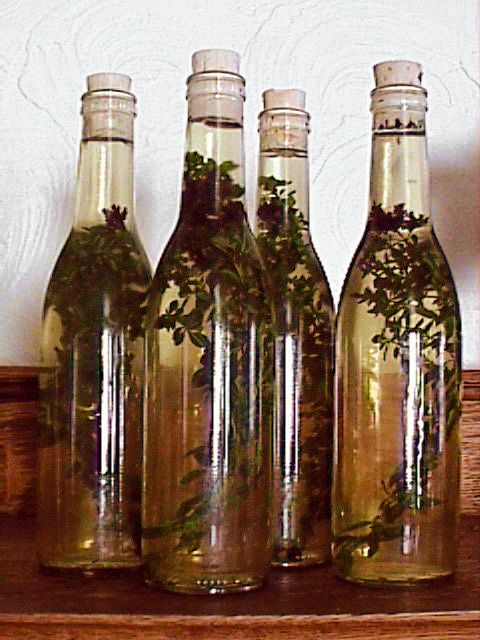
Würzessig mit Oreganozweigen

Würzessig ist Essig, der durch Zugabe von Kräutern, Gewürzen oder Früchten aromatisiert wurde. Dabei gehen durch Mazeration Aromen in den Essig über, werden gebunden und so konserviert. 
Zur Herstellung von Würzessig werden meist frische Kräuter, Gewürze und Knoblauch einzeln oder kombiniert vollständig mit Essig (Wein- oder Obstessig) bedeckt und luftdicht verschlossen. Anschließend muss der Essig kühl und dunkel mehrere Wochen ziehen und wird schließlich zum Gebrauch gefiltert und in Flaschen gefüllt. 
Übliche Zutaten für Würzessig, der vor allem für Salate verwendet wird, sind z. B. Basilikum, Bibernelle, Bohnenkraut, Borretsch, Estragon, Kerbel, Lorbeer, Minze, Thymian oder Zitronenmelisse, Gewürznelken und Pfefferkörner.
Würzessig mit trockenen Gewürzen wie Chili, Gewürznelken, Koriandersamen, Pfeffer, Piment oder Zimt wird häufig für einige Minuten gekocht, anschließend gefiltert und auf Flaschen gezogen. So hergestellt, kann er sofort verwendet werden, z. B. zum Einlegen von Gemüse. Durch Lagerung verbessert sich sein Aroma.
Auch Blüten wie die des Holunders oder Früchte wie Himbeeren und Brombeeren werden zum Aromatisieren von Essig verwendet. 

## Haltbarkeit
Bei geringem Essig- und Zuckergehalt kann Würzessig an der Oberfläche Schimmel ansetzen.